# Epholca auratilis
Epholca auratilis, descrita inicialmente como Ephoria auratilis, es una especie de polillas de la familia Geometridae, descrita por primera vez por el entomólogo británico Louis Beethoven Prout en 1934, con distribución endémica en el oeste de China.